# アグリッパ・ポストゥムス

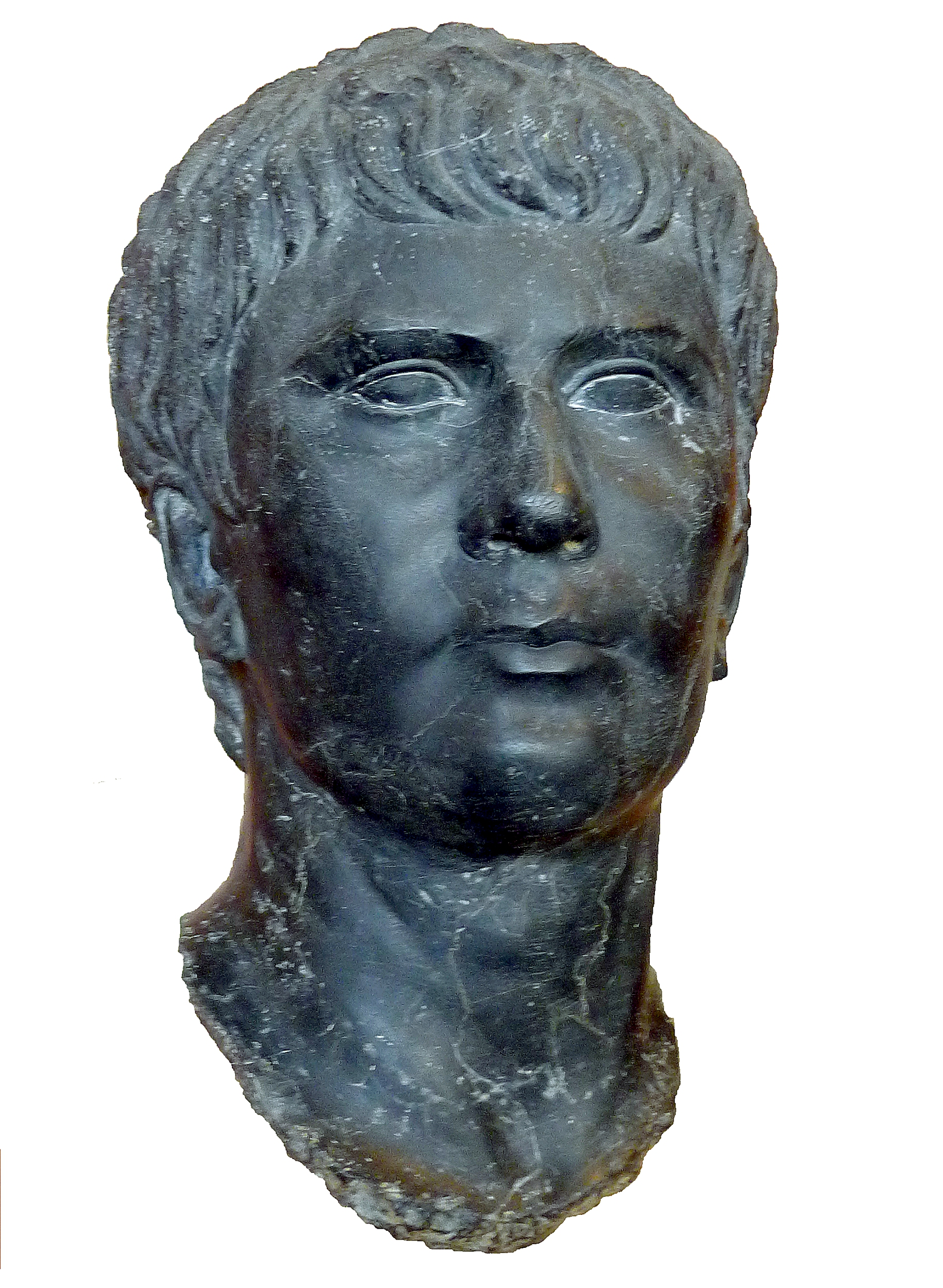
アグリッパ・ポストゥムス

マルクス・ウィプサニウス・アグリッパ・ポストゥムス（Marcus Vipsanius Agrippa Postumus, 紀元前12年 - 紀元14年）は、古代ローマの将軍マルクス・ウィプサニウス・アグリッパとユリアの息子で、初代ローマ皇帝アウグストゥスの養子。アウグストゥスの最後の後継者候補のひとり。一般にはアグリッパ・ポストゥムスやポストゥムス・アグリッパと呼ばれる。

## 生涯
アウグストゥスの側近であったマルクス・アグリッパとアウグストゥスの娘大ユリアの末子として父の死後、紀元前12年に生まれた。「ポストゥムス」はラテン語で「最後の息子」や「死後の子供」を表している。兄にガイウス・カエサル、ルキウス・カエサル、姉に小ユリア、大アグリッピナがいる。
兄のガイウスとルキウスはともにアウグストゥスの養子となっており、ポストゥムスはアグリッパ家を継ぐことになっていた。しかし紀元2年にルキウスが、紀元4年にガイウスが相次いで夭折すると、アウグストゥスは最後の選択肢として、残されたポストゥムスと養子縁組を結び、後継者候補とした。このときアウグストゥスは妻リウィア・ドルシッラの連れ子ティベリウスをも同時に養子としており、年齢と経験を積んでいたティベリウスはポストゥムスにとって非常に強力な競争相手であった。
このときすでにティベリウスは軍事上の業績も十分で、さらに行政面でもその手腕を証明していた。しかしアウグストゥスと直接血縁関係がないティベリウスに対して、元首の孫であったポストゥムスは血筋、すなわち神君の権威の継承という点からは優位に立っていた。これらのことから、アウグストゥスは自分の余命が短い場合には、経験豊かなティベリウスを頼り、運命に恵まれた場合には、血筋を重視して自分のもとで十分実力をつけたポストゥムスを後継者とするつもりであったと考えられる。これを裏付けるかのように、ティベリウスはアウグストゥスの養子となると同時に、ティベリウスに、ポストゥムスの姉の大アグリッピナと結婚していたゲルマニクスと養子縁組を結ばせた。このゲルマニクスの養子縁組はティベリウスが元首を継いでも、大アグリッピナを通じてアウグストゥスの血脈が受け継がれることを意図したものと考えられる。
しかし、ポストゥムスは後継者候補となってまもなく、その性格が粗野であるとしてスレントゥム（現在のソレント）に追放された。さらに、性格は改善されず、狂気も見られるとしてプラナシア島（現代イタリアのピアノーザ島）へ移され、兵士の監視のもと幽閉された。これら一連のアウグストゥスの決定は実子を元首にしようと望んでいた妻リウィアの働きかけによるともいわれている。
ポストゥムスが幽閉されたまま紀元14年にアウグストゥスが死ぬ。この死が公表されると、ポストゥムスも百人隊長によって処刑された。この処刑の命令はアウグストゥス、ティベリウス二人の私的な側近で、歴史家サルスティウスの養子でもあったサルスティウス・クリスプスによって監視の軍団副官にアウグストゥスの遺言の書信として与えられた。この書信が本当にアウグストゥスが記したものであったのか、夫の名を使ってリウィアが書いたものなのか、また処刑をティベリウスが知っていたのかも明らかでない。実際にポストゥムスを殺害した百人隊長がティベリウスに対して命令を実行したことを報告した時、ティベリウスは「命じてはいない。元老院で弁明せよ」と答えたという。この後ポストゥムスの殺害はティベリウスからも不問とされ、真相が探求されることはなかった。
アウグストゥスは生前、追放に処した自分の子と孫である、大ユリア、小ユリア、ポストゥムスの3人を「三つのおでき」と呼んでその話題を避けていたとされているが、そうしたアウグストゥスの態度とは異なる記述がタキトゥス『年代記』に噂の形で残されている。この噂によると、アウグストゥスは病状が悪化する2、3か月前に友人ファビウス・マクシムス一人を連れてプラナシア島へ渡り、そこで涙を流しながらポストゥムスと和解したといわれる。このときポストゥムスは再度祖父の家に戻してもらえる希望すら抱いたという。しかしこの内密の面会の事実は、マクシムスの妻マルキアからリウィアに知らされ、しばらくするとマクシムスは不審な死を遂げた。マルキアは夫の葬儀で自らを嘆いたといわれる。ここからマクシムスの死にリウィアが関係しており、それのみでなく、アウグストゥスの病状悪化も実子の元首就任を危ぶんだリウィアの関与したとの噂が流れたとしている。この噂を伝えるタキトゥスは、全般的にリウィアを好意的に記述してはいないから、注意が必要である。

## 偽ポストゥムス
アグリッパ・ポストゥムスの奴隷であったクレメンスは、アウグストゥスの逝去を知ると主人を救おうと計画を立てた。この計画は船の出発が遅れたために失敗したが、クレメンスは別の計画を立て実行に移した。プラナシア島から主人の遺骨を盗み出すと、潜伏してポストゥムス生存の噂を流し、騒動を好む浮薄な集団をひきつけていった。クレメンスは年齢も容貌もポストゥムスに似ていたため、自らポストゥムスを称し、16年にローマに入った。こうした動きに対して、すでに元首に就任していたティベリウスの命を受けたサルスティウスはクレメンスを逮捕し、密かに処刑した。

## 後世の描いたアグリッパ・ポストゥムス
ロバート・グレーヴズの小説『この私、クラウディウス』では、タキトゥスの伝えている噂と偽ポストゥムスの話をあわせて、16年にローマに現れた「ポストゥムス」がクレメンスではなくポストゥムス自身であると解釈している。アウグストゥスがプラナシア島を訪れたとき、クレメンスとポストゥムスが入れ替わり、ティベリウスの元首就任にあたって処刑されたのは、身代わりを務めていたクレメンスであるとしている。